# Österrikes Grand Prix 1979
Österrikes Grand Prix 1979 var det elfte av 15 lopp ingående i formel 1-VM 1979.

## Rapport
Alan Jones i Williams vann här sitt andra lopp i rad men utgjorde trots detta inget allvarligt hot i kampen om mästartiteln. Jody Scheckter i Ferrari, som ledde sammanlagt, tog poäng men hans stallkamrat Gilles Villeneuve tog fler vilket betydde att denne närmade sig Scheckter i VM-tabellen.

## Resultat
1. Alan Jones, Williams-Ford, 9 poäng
2. Gilles Villeneuve, Ferrari, 6
3. Jacques Laffite, Ligier-Ford, 4
4. Jody Scheckter, Ferrari, 3
5. Clay Regazzoni, Williams-Ford, 2
6. René Arnoux, Renault, 1
7. Didier Pironi, Tyrrell-Ford
8. Derek Daly, Tyrrell-Ford
9. John Watson, McLaren-Ford
10. Patrick Tambay, McLaren-Ford

### Förare som bröt loppet
- Niki Lauda, Brabham-Alfa Romeo (varv 45, motor)
- Patrick Gaillard, Ensign-Ford (42, upphängning)
- Riccardo Patrese, Arrows-Ford (34, upphängning)
- Elio de Angelis, Shadow-Ford (34, motor)
- Nelson Piquet, Brabham-Alfa Romeo (32, motor)
- Hans-Joachim Stuck, ATS-Ford (28, motor)
- Jacky Ickx, Ligier-Ford (26, motor)
- Carlos Reutemann, Lotus-Ford (22, hantering)
- Jean-Pierre Jabouille, Renault (16, växellåda)
- Keke Rosberg, Wolf-Ford (15, elsystem)
- Emerson Fittipaldi, Fittipaldi-Ford (15, bromsar)
- Jan Lammers, Shadow-Ford (3, olycka)
- Jochen Mass, Arrows-Ford (1, motor)
- Mario Andretti, Lotus-Ford (0, koppling)

### Förare som ej kvalificerade sig
- Hector Rebaque, Rebaque (Lotus-Ford)
- Arturo Merzario, Merzario-Ford